# Malawi labdarúgó-bajnokság (első osztály)
Az 1975-ben alapított Malawi labdarúgó-bajnokság első osztálya Malawi labdarúgás legmagasabb divíziója.

## Bajnokcsapatok
| - 1986 : Bata Bullets (Blantyre) - 1987 : CIVO United (Lilongwe) - 1988 : MDC United (Blantyre) - 1989 : ADMARC Tigers (Blantyre) - 1990 : Limbe Leaf Wanderers (Blantyre) - 1991 : Bata Bullets (Blantyre) - 1992 : Bata Bullets (Blantyre) - 1993 : Silver Strikers (Lilongwe) - 1994 : Silver Strikers (Lilongwe) - 1995 : Limbe Leaf Wanderers (Blantyre) - 1996 : Silver Strikers (Lilongwe) - 1997 : MTL Wanderers (Blantyre) | - 1998 : MTL Wanderers (Blantyre) - 1999 : Bata Bullets (Blantyre) - 2000 : Bata Bullets (Blantyre) - 2001 : Total Big Bullets (Blantyre) - 2002 : Total Big Bullets (Blantyre) - 2003 : Bakili Bullets (Blantyre) - 2004 : Bakili Bullets (Blantyre) - 2005/06 : Big Bullets (Blantyre) - 2006 : MTL Wanderers - 2007 : Super ESCOM - 2008 : Silver Strikers - 2024: Silver Strikers |  |

## Örökmérleg
| Klubcsapat      | Aranyérmes |
| --------------- | ---------- |
| Big Bullets     | 10         |
| MTL Wanderers   | 4          |
| Silver Strikers | 2          |
| Escom United    | 1          |
| ADMARC Tigers   | 1          |
| CIVO United     | 1          |
| MDC United      | 1          |

## Gólkirály
| Szezon |  | Gólkirály        | Csapat        | Találatok |
| 2002   |  | Heston Munthali  | MDC United    | 24        |
| 2003   |  | Ganizani Malunga | Big Bullets   | 28        |
| 2004   |  | Rodrick Douglas  | Illovo        | 18        |
| 2005   |  | Charles Ngosi    | ADMARC Tigers |           |
| 2006   |  | Aggrey Kanyenda  | MTL Wanderers | 16        |
| 2007   |  | Chiukepo Msowoya | Escom United  | 17        |
| 2008   |  | Diverson Mlozi   | Big Bullets   | 14        |

## Külső hivatkozások
- Statisztika az RSSSF honlapján
- africansoccerunion.com